# 七·二四布告

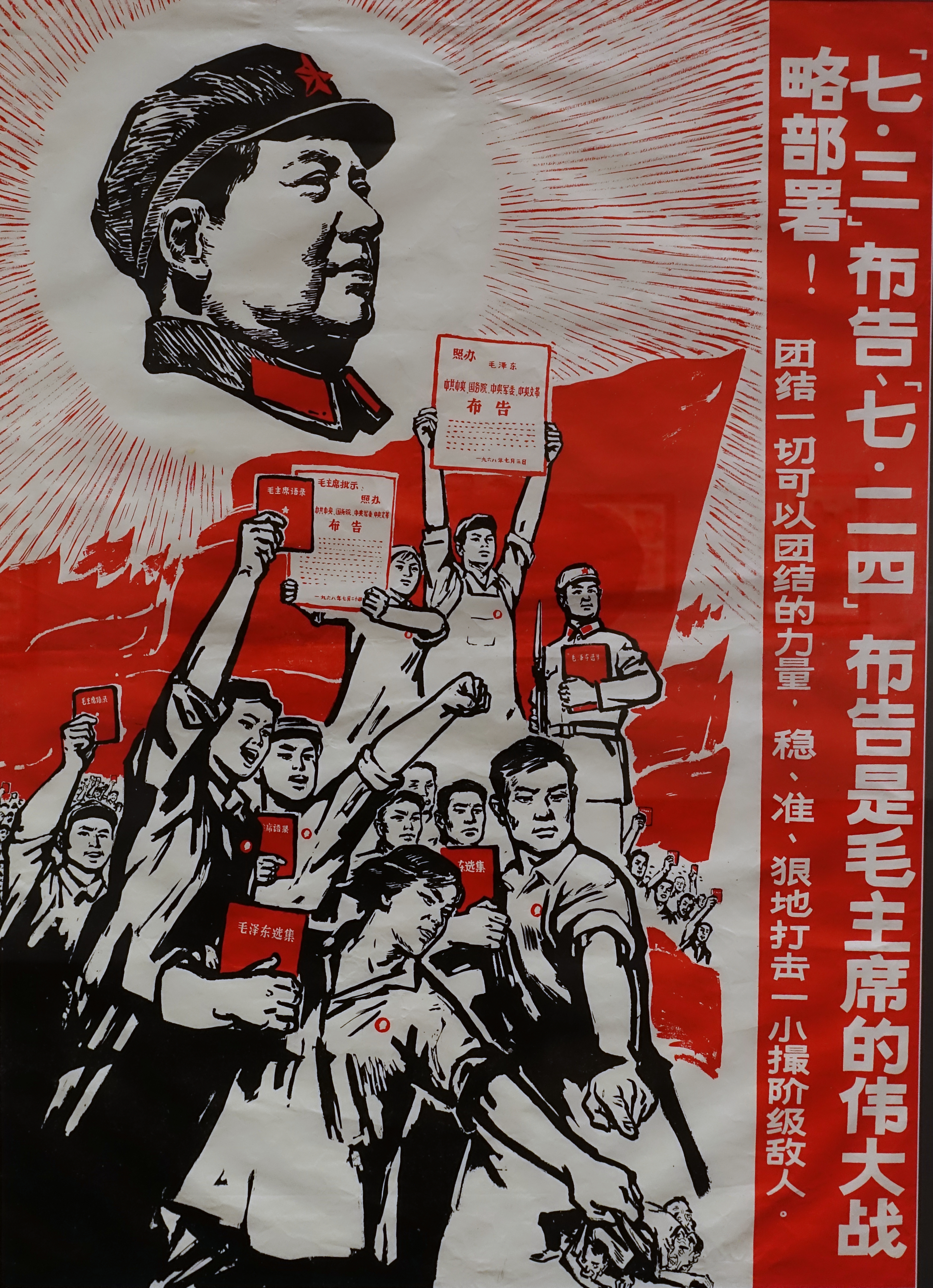
文革期間支持布告的標語

七·二四布告，是指1968年7月24日，中共中央、中华人民共和国国务院、中央军事委员会、中央文化革命小组关于陕西武斗发出的布告。

## 背景
1968年5月1日，陕西省革命委员会成立，李瑞山任主任，黄经耀、胡炜、杨焕民、肖纯等任副主任。当时，陕西省地、县级革命委员会还未成立，两派大规模武斗不断升级。1968年4月28日，《陕西日报》发表社论《彻底砸烂我省反动的公检法》后，民众冲击公检法机关，陕西省有281个公安机关、110个检察院、61个法院和法庭被砸烂，公检法机关的档案、枪支、弹药被抢走。

## 内容
针对局势恶化，中共中央联合其他部门，在7月24日颁布《布告》，指出陕西省一些地方组成专业的武斗队，连续制造了一系列极其严重的反革命事件，包括抢劫国家银行、仓库、商店，烧毁和炸毁国家仓库、公共建筑和民用房屋，抢劫车船，中断铁路、交通、邮电，私设电台，连续冲击人民解放军的机关部队，抢夺中国人民解放军的武器装备，杀伤解放军指战员；拒不执行中共中央指示。。
《布告》重申：任何群众组织、团体和个人，都必须坚决、彻底、认真地执行《七·三布告》。不得违抗，立即停止武斗，解散一切专业武斗队，拆除工事、据点、关卡，抢去的现金、物资，必须迅速交回，中断的车船、交通、邮电，必须立即恢复；立即交回抢去人民解放军的武器装备，对于确有证据的杀人放火、抢劫、破坏国家财物，中断交通通讯，私设电台，冲击监狱、劳改农场，私放劳改犯的现行反革命分子以及幕后操纵者，必须坚决依法惩办。《布告》还要求各地党政部门要做深入细致的政治思想工作。

## 结果
《七·三布告》、《七·二四布告》的发布，对于缓解混乱局势有所好转。7月30日，广州地区30万人举行贯彻中央“七·三”、“七·二四”布告的誓师大会。7月28日至8月14日，广东省革命委员会召开全体委员会议，会议通过《关于进一步贯彻落实中央“七·三”、“七·二四”布告精神，深入开展对敌斗争的决议》。
在陕西方面，9月19日，李瑞山在陕西省革命委员会第三次全体委员扩大会议上作题为《紧跟毛主席的伟大战略部署，落实毛主席的最新指示，在全省范围内迅速掀起一个伟大的斗、批、改新高潮》的报告。其中称陕西省贯彻中央七·三布告、七·二四布告，经过一个半月的时间，该省范围内武斗已经停止，武斗据点、工事、关卡已经拆除，各地的专业武斗队已经解散和瓦解。共收交各种武器七万余件，各种弹药四百多万发。陕西省八个专区、三个市、九十三个县全部成立了革命委员会。
1978年9月3日，《陕西日报》以《加强人民的专政机关，批判〈彻底砸烂我省反动的公检法〉的反革命口号》的社论加以纠正。